# Jatimulyo (Girimulyo)
Jatimulyo is een bestuurslaag in het regentschap Kulon Progo van de provincie Jogjakarta, Indonesië. Jatimulyo telt 6460 inwoners (volkstelling 2010).